# Billboard Coreia
Billboard Coreia é uma edição nacional da Billboad na Coreia do Sul. Ela conta com a parada Korea K-Pop Hot 100, que lista as 100 canções mais populares do país.